# فورست مايرز
فورست مايرز (بالإنجليزية: Forrest Myers)‏ هو نحات أمريكي، ولد في 1941 في لونغ بيتش في الولايات المتحدة.

## وصلات خارجية
- الموقع الرسمي